# وایسیگانو
وایسیگانو (به لاتین: Vaisigano) یک منطقهٔ مسکونی در ساموآ است که در ساموآ واقع شده‌است. وایسیگانو ۶٬۵۴۳ نفر جمعیت دارد.